# SONIC X SHADOW GENERATIONS ORIGINAL SOUNDTRACK/Perfect Reflections
『SONIC X SHADOW GENERATIONS ORIGINAL SOUNDTRACK/Perfect | Reflections』（ソニック × シャドウ ジェネレーションズ・オリジナル・サウンドトラック/パーフェクト・リフレクションズ）は、2024年12月25日に発売されたゲーム『ソニック × シャドウ ジェネレーションズ』のオリジナルサウンドトラック。

## 内容
- このサウンドトラックは、『ソニック × シャドウ ジェネレーションズ』に使われたBGM（主に『シャドウ ジェネレーションズ』）の他、『ソニック × シャドウ ジェネレーションズ：闇の序章』と『ソニック×シャドウ TOKYO MISSIONパック』で使われたBGMの一斉収録。ゲーム版と異なることもある。

## 収録曲[1]

### Disc1
1. Highway in the Sky (TeddyLoid x Jun Senoue Remix) / Space Colony Ark: Act1
（作曲：瀬上純　編曲：TeddyLoid）
スペースコロニー・アークAct1で使われたBGM。『ソニックアドベンチャー2'』より、ファイナルラッシュアレンジ。
発売前にトレーラーVer.として公開されることがある。
2. Highway in the Sky (Circuit Freq Remix) / Space Colony Ark: Act2
（作曲：瀬上純　編曲：Circuit Freq）
スペースコロニー・アークAct2で使われたBGM。『ソニックアドベンチャー2』より、ファイナルラッシュアレンジ。
3. Rail Canyon (Sonic Adventure Music Experience Ver.) / Rail Canyon: Act1
（作曲・編曲：瀬上純　パフォーマンス：Sonic Adventure Music Experience）
レールキャニオンAct1で使われたBGM。『ソニック ヒーローズ』より、レールキャニオンアレンジ。
4. Bullet Station (R.B.U. Remix) / Rail Canyon: Act2
（作曲：瀬上純　編曲：R.B.U.）
レールキャニオンAct2で使われたBGM。『ソニック ヒーローズ』より、バレットステーションアレンジ。
5. Kingdom Valley (Audissi Studios Remix) / Kingdom Valley: Act1
（作曲：南波真理子　編曲：Audissi Studios）
キングダムバレーAct1で使われたBGM。『ソニック・ザ・ヘッジホッグ (2006)』より、キングダムバレーアレンジ。
発売前にトレーラーVer.として公開されることがある。
6. Kingdom Valley (Yuzuru Jinma Remix) / Kingdom Valley: Act2
（作曲：南波真理子　編曲：神馬譲）
キングダムバレーAct2で使われたBGM。『ソニック・ザ・ヘッジホッグ (2006)』より、キングダムバレーアレンジ。
7. Sunset Heights (Sonic Adventure Music Experience Ver.) / Sunset Heights: Act1
（作曲：大谷智哉　編曲：瀬上純　パフォーマンス：Sonic Adventure Music Experience）
サンセットハイツAct1で使われたBGM。『ソニック フォース』より、サンセットハイツアレンジ。
イントロはゲーム版より少し長い。
8. Sunset Heights (TORIENA Remix) / Sunset Heights: Act2
（作曲：大谷智哉　編曲：TORIENA）
サンセットハイツAct2で使われたBGM。『ソニック フォース』より、サンセットハイツアレンジ。
9. Chaos Island (R.B.U. Remix) / Chaos Island: Act1
（作曲：大谷智哉　編曲：R.B.U.）
カオス島Act1で使われたBGM。『ソニックフロンティア』より、カオス島（主に2nd Mvt.）アレンジ。
発売前にトレーラーVer.として公開されることがあるが、実際サウンドトラック版と同じである。イントロはゲーム版より少し長い。
10. Chaos Island (TORIENA Remix) / Chaos Island: Act2
（作曲：大谷智哉　編曲：TORIENA）
カオス島Act2で使われたBGM。『ソニックフロンティア』より、カオス島（主に2nd Mvt.と6th Mvt.）アレンジ。
11. Vengeance Is Mine (R.B.U. Remix) / Radical Highway: Act1
（作曲：瀬上純　編曲：R.B.U.）
ラジカルハイウェイAct1で使われたBGM。『ソニックアドベンチャー2』より、ラジカルハイウェイアレンジ。
12. Vengeance Is Mine (TORIENA Remix) / Radical Highway: Act2
（作曲：瀬上純　編曲：TORIENA）
ラジカルハイウェイAct2で使われたBGM。『ソニックアドベンチャー2』より、ラジカルハイウェイアレンジ。
13. Supporting Me (RichaadEB Remix) / Boss Battle: Biolizard
（作詞・作曲：熊谷文恵　歌詞翻訳：進藤しのぶ　編曲：RichaadEB　オリジナルヴォーカル：Everett Bradley）
ボス戦『バイオリザード』で使われたBGM。『ソニックアドベンチャー2』より。
ゲーム内のインスト版と違い、サウンドトラック版はヴォーカル付き。
14. What I'm Made Of... / Boss Battle: Metal Overlord
（作詞：Johnny Gioeli　作曲・編曲：瀬上純　歌：Crush 40）
ボス戦『メタルオーバーロード』で使われたBGM。『ソニック ヒーローズ』より。
『TRUE BLUE:THE BEST OF SONIC THE HEDGEHOG』に収録された2007ミックスを基準としての再収録版。ドラマーはMark Schulmanから変わりAkht.担当。
過去のアレンジと違い、XBOXデモ版のエンディングを使っている。
15. Boss: Mephiles (Circuit Freq Remix) / Boss Battle: Mephiles Pt-I
（作曲：小林秀聡　編曲：Circuit Freq）
16. Boss: Mephiles (Audissi Studios Remix) / Boss Battle: Mephiles Pt-II
（作曲：小林秀聡　編曲：Audissi Studios）
ボス戦『メフィレス』で使われたBGM。『ソニック・ザ・ヘッジホッグ (2006)』より。
17. Boss Battle: Devil Doom
（作曲：蓑部雄崇　編曲：堀田英邦）
ボス戦『デビルドゥーム』で使われたBGM。『シャドウ・ザ・ヘッジホッグ』より。
18. All Hail Shadow (Symphonic Ver.) / Boss Battle: Neo Devil Doom
（作詞・作曲：瀬上純・Mike Szuter　編曲：瀬上純・神馬譲　歌：Crush 40）
ボス戦『ネオデビルドゥーム』で使われたBGM。
オリジナル曲は『シャドウ・ザ・ヘッジホッグ』より、この曲はソニック・ザ・ヘッジホッグ (2006)によるCrush 40版のアレンジ。
ソニックシンフォニーワールドツアーにで初公開。なお、ゲーム・サウンドトラック版とライブ版、どちらがオリジナルのは不明である。
19. Event: Finale (The End of Neo Devil Doom)
（作曲：瀬上純・Mike Szuter　編曲：堀田英邦）
イベントシーン『ネオデビルドゥームのおわり』専用BGM。
20. Vengeance Is Mine (The Qemists Scores Remix) / Doom Zone
（作曲：瀬上純　編曲：The Qemists）
ドゥームゾーン突入専用BGM。『ソニックアドベンチャー2』より、ラジカルハイウェイアレンジ。

### Disc2
1. Westopolis (TeddyLoid x Jun Senoue Remix) / Tokyo
（作曲：瀬上純　編曲：TeddyLoid）
エクストラステージ「トウキョウ」で使われたBGM。『シャドウ・ザ・ヘッジホッグ』より、ウェストポリスアレンジ。
2. Throw it All Away (GWIZ x Sonic Adventure Music Experience Remix) / Event: Return to the Gate
（作曲：熊谷文恵　編曲：GWIZ・Sonic Adventure Music Experience）
イベントシーン『リングゲートへの帰り』専用BGM。
3. Score: Dark Beginnings
（作曲・編曲：神馬譲）
『ソニック × シャドウ ジェネレーションズ：闇の序章』で使用されたBGM。
4. Score: Reminiscence
（作曲・編曲：床井健一）
『ソニック × シャドウ ジェネレーションズ：闇の序章』ボーナスシーンで使用されたBGM。
5. Without You
（作詞：Casey Lee Williams　作曲・編曲：瀬上純　歌：Casey Lee Williams）
『ソニック × シャドウ ジェネレーションズ：闇の序章』插入歌。
6. White Space
（編曲：神馬譲）
ハブステージ『ホワイトスペース』BGM
7. White Space (Underground Ver.)
（編曲：Hiro）
ハブステージ『ホワイトスペース・地下』専用BGM。
8. White Space (Doom Zone)
（編曲：神馬譲）
ハブステージ『ホワイトスペース・ドゥームゾーン突入』専用BGM。
9. Title (Sonic X Shadow Generations)
（作曲・編曲：瀬上純　パフォーマンス：Sonic Adventure Music Experience）
『ソニック × シャドウ ジェネレーションズ　タイトル画面』BGM
10. It Doesn't Matter (Sonic Adventure Music Experience Ver.) / Title (Sonic Generations)
（作曲・編曲：瀬上純　パフォーマンス：Sonic Adventure Music Experience）
ゲーム選択画面・ソニック ジェネレーションズ選択中BGM。『ソニックアドベンチャー』より、ソニックのテーマソング『It Doesn't Matter』のアレンジ。
11. Throw it All Away (Sonic Adventure Music Experience Ver.) / Title (Shadow Generations)
（作曲：熊谷文恵　編曲：瀬上純　パフォーマンス：Sonic Adventure Music Experience）
ゲーム選択画面・シャドウ ジェネレーションズ選択中BGM。『ソニックアドベンチャー2』より、シャドウのテーマソング『Throw it All Away』のアレンジ。
12. All Hail Shadow (Sonic Adventure Music Experience Ver.) / Challenge
（作詞・作曲：瀬上純・Mike Szuter　編曲：瀬上純　パフォーマンス：Sonic Adventure Music Experience）
ホワイトスペースチャレンジBGM
13. Throw it All Away (Retrospective Ver.) / Collection Room
（作曲：熊谷文恵　編曲：GWIZ）
コレクションルームBGM。
『ソニック × シャドウ ジェネレーションズ：闇の序章』エンディングテーマ。
『ソニックアドベンチャー2』より、シャドウのテーマソング『Throw it All Away』のアレンジ。
14. Gate: Space Colony ARK
（編曲：瀬上純）
ステージゲート『スペースコロニー・アーク』で使われたBGM。『ソニックアドベンチャー2』より、ファイナルラッシュアレンジ。
15. Gate: Rail Canyon
（編曲：瀬上純）
ステージゲート『レールキャニオン』で使われたBGM。『ソニック ヒーローズ』より、レールキャニオンアレンジ。
16. Gate: Kingdom Valley
（編曲：瀬上純）
ステージゲート『キングダムバレー』で使われたBGM。『ソニック・ザ・ヘッジホッグ (2006)』より、キングダムバレーアレンジ。
17. Gate: Sunset Heights
（編曲：瀬上純）
ステージゲート『サンセットハイツ』で使われたBGM。『ソニック フォース』より、サンセットハイツアレンジ。
18. Gate: Chaos Island
（編曲：瀬上純）
ステージゲート『カオス島』で使われたBGM。『ソニックフロンティア』より、カオス島（主に3rd Mvt.）アレンジ。
19. Gate: Radical Highway
（編曲：瀬上純）
ステージゲート『ラジカルハイウェイ』で使われたBGM。『ソニックアドベンチャー2』より、ラジカルハイウェイアレンジ。
20. Gate: Boss
（編曲：瀬上純）
ボスゲート『バイオリザード / メタルオーバーロード / メフィレス』で使われたBGM。『ソニック ジェネレーションズ』より、Boss Battle: Time Eaterのアレンジ。
21. Gate: Tokyo
（編曲：瀬上純）
ステージゲート『トウキョウ』で使われたBGM。『シャドウ・ザ・ヘッジホッグ』より、ウェストポリスアレンジ。
22. Jingle: Results
（編曲：瀬上純）
リザルト画面専用BGM。『シャドウ・ザ・ヘッジホッグ』より、Round Clearのアレンジ。
23. Jingle: Results (Tokyo)
（編曲：瀬上純）
リザルト画面『トウキョウ』専用BGM。
24. Cut Scene 1
（作曲・編曲：床井健一）
25. Cut Scene 2
（作曲・編曲：床井健一）
26. Cut Scene 3
（作曲・編曲：床井健一）
表記は床井健一だが、実際の作曲は蓑部雄崇担当。
27. Cut Scene 4
（作曲：瀬上純　編曲：堀田英邦）
28. Cut Scene 5
（作曲・編曲：Audissi Studios）
29. Cut Scene 6
（作曲・編曲：床井健一）
30. Cut Scene 7
（作曲・編曲：神馬譲）
31. Escape From The City (TeddyLoid x Jun Senoue Remix) / City Escape: Extra Remix
（作詞：Ted Poley　作曲：瀬上純　オリジナルリミックス：Cash Cash　リミックス：TeddyLoid　オリジナルヴォーカル：Ted Poley・Tony Harnell）
別名称（デジタルリリース用）：Escape From The City (SXSG Extra Remix)
『ソニックアドベンチャー2』より、シティエスケープアレンジ。このリミックスはソニック ジェネレーションズによるCash Cash RMX版の再アレンジ。
東京ゲームショウ2024で初公開。
32. Vengeance Is Mine (TeddyLoid x Jun Senoue Remix) / Radical Highway: Extra Remix
（作曲：瀬上純　編曲：TeddyLoid）
別名称（デジタルリリース用）：Vengeance Is Mine (SXSG Extra Remix)
『ソニックアドベンチャー2』より、ラジカルハイウェイアレンジ。
東京ゲームショウ2024で初公開。